# Октябрський (Бугурусланський район)
Октя́брський (рос. Октябрьский) — селище у складі Бугурусланського району Оренбурзької області, Росія.
Стара назва — Октябревка.

## Населення
Населення — 102 особи (2010; 135 у 2002).
Національний склад (станом на 2002 рік):
- росіяни — 93 %